# Pic d'Orizaba

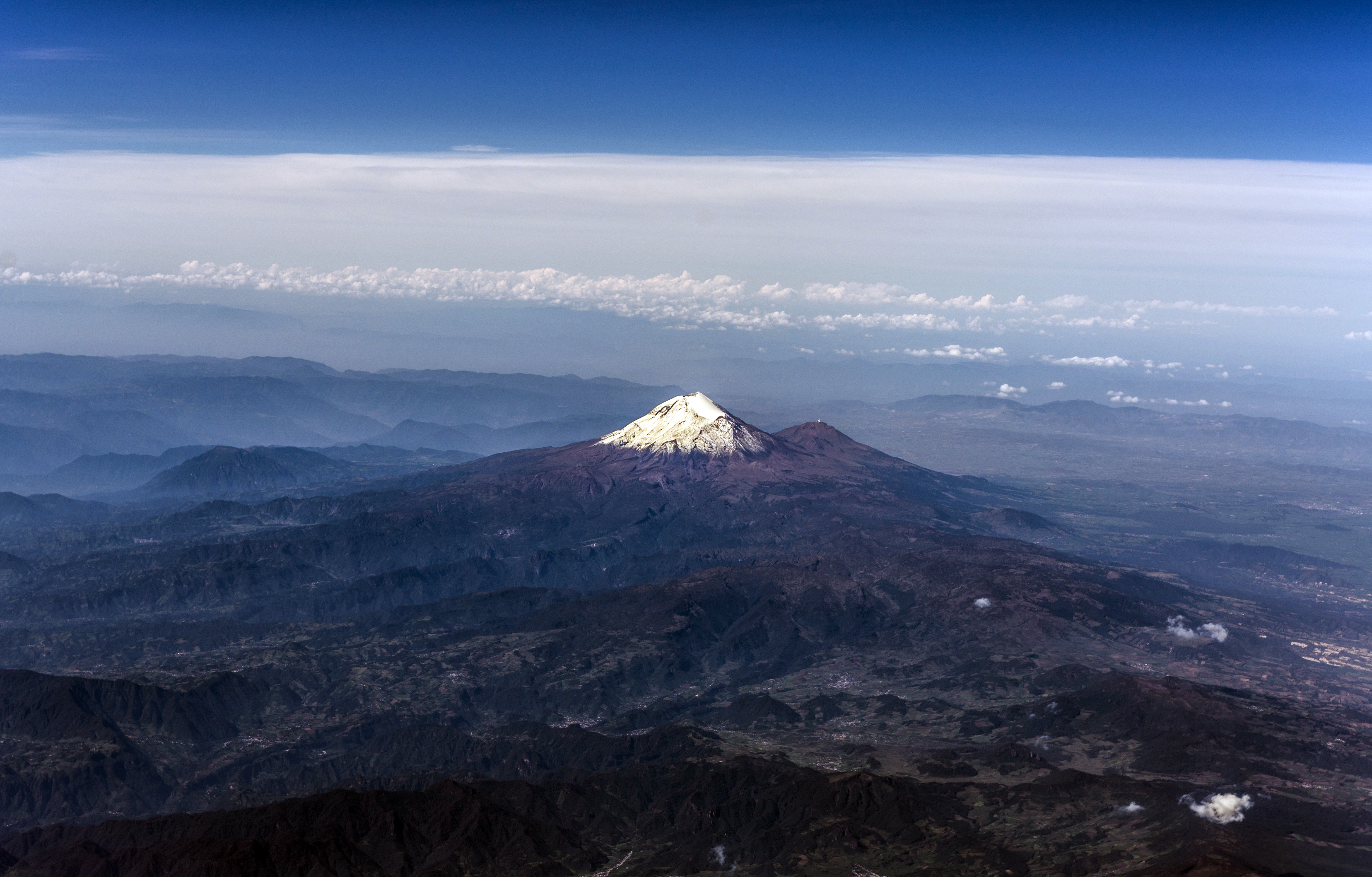
Citlaltépetl

El pic d'Orizaba (Pico de Orizaba en castellà, en referència a la ciutat d'Orizaba que es troba a 25 km al sud-est), també conegut com a Citlatépetl (Muntanya de l'Estrella, en nàhuatl), és el pic més alt de Mèxic i el tercer més alt de Nord-amèrica, amb una altitud de 5.636m. Es troba entre el límit de l'estat de Puebla i l'estat de Veracruz. Encara que el nom Citlatlépetl prové del nàhuatl els pobles nahues de l'àrea el coneixen com a Istaktepetl, que significa "muntanya blanca".
El Pic d'Orizaba és el setè pic més important en prominència; encara que es troba a 100 km de la costa a l'oest del port de Veracruz, des dels vaixells que hi entren es pot veure el seu pic. El Pic d'Orizaba també és un dels tres volcans de Mèxic en què hi ha glaceres permanents, vestigis de l'Edat de gel. El pic secundari del mateix volcà, només a 6 km al sud-est del pic del Citlatépetl, i amb 4.640 m d'altitud és encara més alt que no pas qualsevol pic dels 48 estats continentals dels Estats Units. S'hi està construint un dels instruments astronòmics més importants del món, el Gran Telescopi Mil·limètric, un projecte de la Universitat de Massachusetts a Amherst i l'Institut Nacional d'Astrofísica, Òptica i Electrònica de Mèxic.